# Bond Ridge
Bond Ridge ist ein Gebirgskamm im ostantarktischen Mac-Robertson-Land. In den Prince Charles Mountains ragt er 1,5 km nordöstlich der Moore Pyramid an der Nordflanke des Scylla-Gletschers auf.
Kartiert wurde er anhand von Luftaufnahmen der Australian National Antarctic Research Expeditions aus dem Jahr 1965. Das Antarctic Names Committee of Australia (ANCA) benannte ihn nach David W. G. Bond, leitender Dieselaggregatmechaniker auf der Mawson-Station im Jahr 1968.